# روبي بلاكويل
روبي بلاكويل (بالإنجليزية: Robby Blackwell)‏ هو مغن مؤلف أمريكي، ولد في 21 سبتمبر 1986 في دالاس في الولايات المتحدة.

## وصلات خارجية
- الموقع الرسمي